# Großer Preis von Argentinien 1977
Der Große Preis von Argentinien 1977 (offiziell XIII Gran Premio de la Republica Argentina) fand am 9. Januar auf dem Autódromo Municipal Ciudad de Buenos Aires in Buenos Aires statt und war das erste Rennen der Automobil-Weltmeisterschaft 1977.

## Berichte

### Hintergrund
Zwischen dem Saisonfinale 1976 im Oktober und dem damals traditionell frühen Beginn der Folgesaison im Januar gab es einige Veränderungen hinsichtlich der Fahrerbesetzungen. Von den namhaften Teams behielten lediglich McLaren und Lotus die jeweiligen Kombinationen des Vorjahres bei, bestehend aus dem amtierenden Weltmeister James Hunt sowie Jochen Mass im Falle von McLaren beziehungsweise Mario Andretti und Gunnar Nilsson bei Lotus.
Carlos Reutemann, der bereits den Großen Preis von Italien 1976 für die Scuderia Ferrari bestritten hatte, erhielt nun anstelle von Clay Regazzoni einen festen Werksfahrervertrag an der Seite von Vizeweltmeister Niki Lauda. Regazzoni unterschrieb daraufhin einen Vertrag bei Ensign Racing.
Aufgrund der Tatsache, dass das Team Penske sich gegen eine erneute Teilnahme an der Formel-1-Weltmeisterschaft entschied, war John Watson auf der Suche nach einem neuen Vertrag. Er wurde daraufhin bei Brabham als zweiter Werksfahrer neben Carlos Pace engagiert. Sein Vorgänger an dieser Stelle, Larry Perkins, ging daraufhin zu B.R.M. Das Team plante ein Comeback nach einer einjährigen Pause, schaffte es jedoch nicht, bereits zum ersten Saisonrennen anzutreten. Neuer Teamkollege von Tom Pryce bei Shadow wurde Renzo Zorzi.
Walter Wolf Racing trat erstmals als komplett eigenständiges Team ohne Verbindung zu dem inzwischen aufgelösten Team Frank Williams Racing Cars an. Somit kam erstmals in der Teamgeschichte auch ein eigenes Fahrzeug zum Einsatz. Es handelte sich dabei um den Typ Wolf WR1, der unter Federführung von Harvey Postlethwaite konstruiert worden war. Als einziger Werkspilot wurde Jody Scheckter verpflichtet. Dessen Platz bei Tyrrell an der Seite von Patrick Depailler wurde von Ronnie Peterson eingenommen, der seinerseits bei March durch Alex Ribeiro ersetzt wurde. Durch den Wechsel von Vittorio Brambilla zu Surtees verlor March sogar beide Werksfahrer. Die Lücke wurde durch Ian Scheckter geschlossen. Auch John Surtees setzte auf eine völlig neue Fahrerpaarung für sein Team, indem er Hans Binder neben Brambilla als Werksfahrer unter Vertrag nahm.
Das Team Copersucar kehrte zu einem Zwei-Wagen-Engagement zurück, bestehend aus Emerson Fittipaldi und Ingo Hoffmann. Jacques Laffite komplettierte im Ligier das Teilnehmerfeld.

### Training
Trotz des Vorhandenseins des Nachfolgers vom Typ M26 seit dem Vorjahr setzte McLaren weiterhin den ausgereiften M23 ein. Obwohl die Grundkonstruktion dieses Fahrzeugs auf die Saison 1973 zurückging, erwies sich der Wagen weiterhin als konkurrenzfähig, was Hunt mit dem Erreichen der Pole-Position unter Beweis stellte. Begünstigst wurde dies dadurch, dass auch die Konkurrenz größtenteils ebenfalls mit Fahrzeugen antrat, die bereits seit mindestens einer Saison im Einsatz waren, wie beispielsweise Watson, der sich mit dem Brabham BT45 für den zweiten Startplatz qualifizierte. Auch Depailler im Tyrrell P34 und Lauda im Ferrari 312T2 erreichten die Startplätze drei und vier in Vorjahresfahrzeugen.
Erst auf dem achten Startplatz war mit dem von Andretti pilotierten Lotus 78 eine Neukonstruktion vertreten. Zu einem Zwischenfall kam es, als der Feuerlöscher dieses Wagens während des Warm-Ups am Vormittag des Renntages explodierte, wodurch der Wagen schwer beschädigt wurde. Fürs Rennen übernahm Andretti daraufhin das Fahrzeug seines für den zehnten Startplatz qualifizierten Teamkollegen Nilsson, der daraufhin auf den Start verzichten musste. Scheckter qualifizierte sich im neuen Wagen des Wolf-Teams für Startplatz elf.

### Rennen
Watson gelang der beste Start, sodass er die Führung vor Hunt, Lauda, Andretti, Mass, Reutemann, Pryce und Scheckter übernehmen konnte. In der elften Runde übernahm Hunt die Führung, während Andretti an Lauda vorbei auf den dritten Rang gelangte. Bis zur 16. Runde fiel Lauda hinter Mass und Pace auf den sechsten Rang zurück. Der Brasilianer war während der ersten Umläufe vom neunten Startplatz aus auf Rang fünf nach vorn gelangt.
In der 21. Runde gelangte Mass an Andretti vorbei auf den dritten Rang, fiel jedoch kurz darauf nach einem Dreher aus. Drei Runden später schied auch sein in Führung liegender Teamkollege Hunt aufgrund eines Aufhängungsschadens aus. Er hinterließ die beiden Werks-Brabham in der Spitzenposition. Aufgrund von Fahrwerksproblemen ließ Watson seinen Teamkollegen Pace in Runde 35 in Führung gehen. In Runde 38 wurde der drittplatzierte Andretti von Scheckter überholt. Durch Watsons Ausscheiden in Runde 42 und zunehmende Probleme am Auspuff von Paces Wagen gelangte Scheckter in Runde 48 in die Spitzenposition. Andretti überholte den langsamer werdenden Pace ebenfalls, schied jedoch in der drittletzten Runde aus. Somit erreichte Pace letztendlich doch noch den zweiten Platz vor Reutemann. Lediglich fünf Piloten erreichten das Ziel.
Zum ersten Mal in der Formel-1-Geschichte war mit Walter Wolf Racing ein neues Team mit neuem Fahrzeug auf Anhieb siegreich. Ein ähnlicher Erfolg gelang erst 32 Jahre später dem Team Brawn GP beim Großen Preis von Australien 2009. In beiden Fällen ist jedoch anzumerken, dass die Teams jeweils in anderer Konstellation bereits zuvor in der Formel 1 vertreten waren. Im Falle von Wolf ging die Zusammenarbeit mit Williams in der Saison 1976 voraus. Das Brawn-Team ging im März 2009 aus dem Honda-Werksteam hervor.

## Meldeliste
| Team                            | Nr. | Fahrer             | Chassis         | Motor                     | Reifen |
| ------------------------------- | --- | ------------------ | --------------- | ------------------------- | ------ |
| Marlboro Team McLaren           | 01  | James Hunt         | McLaren M23     | Ford Cosworth DFV 3.0 V8  | G      |
| Marlboro Team McLaren           | 02  | Jochen Mass        | McLaren M23     | Ford Cosworth DFV 3.0 V8  | G      |
| Elf Team Tyrrell                | 03  | Ronnie Peterson    | Tyrrell P34     | Ford Cosworth DFV 3.0 V8  | G      |
| Elf Team Tyrrell                | 04  | Patrick Depailler  | Tyrrell P34     | Ford Cosworth DFV 3.0 V8  | G      |
| John Player Team Lotus          | 05  | Mario Andretti     | Lotus 78        | Ford Cosworth DFV 3.0 V8  | G      |
| John Player Team Lotus          | 06  | Gunnar Nilsson     | Lotus 78        | Ford Cosworth DFV 3.0 V8  | G      |
| Martini Racing                  | 07  | John Watson        | Brabham BT45    | Alfa Romeo 115-12 3.0 F12 | G      |
| Martini Racing                  | 08  | Carlos Pace        | Brabham BT45    | Alfa Romeo 115-12 3.0 F12 | G      |
| Hollywood March Racing          | 09  | Alex Ribeiro       | March 761B      | Ford Cosworth DFV 3.0 V8  | G      |
| Team Rothmans International     | 10  | Ian Scheckter      | March 761B      | Ford Cosworth DFV 3.0 V8  | G      |
| Scuderia Ferrari SpA SEFAC      | 11  | Niki Lauda         | Ferrari 312T2   | Ferrari 015 3.0 F12       | G      |
| Scuderia Ferrari SpA SEFAC      | 12  | Carlos Reutemann   | Ferrari 312T2   | Ferrari 015 3.0 F12       | G      |
| Shadow Racing Team              | 16  | Tom Pryce          | Shadow DN8      | Ford Cosworth DFV 3.0 V8  | G      |
| Shadow Racing Team              | 17  | Renzo Zorzi        | Shadow DN5B     | Ford Cosworth DFV 3.0 V8  | G      |
| Durex Team Surtees              | 18  | Hans Binder        | Surtees TS19    | Ford Cosworth DFV 3.0 V8  | G      |
| Beta Team Surtees               | 19  | Vittorio Brambilla | Surtees TS19    | Ford Cosworth DFV 3.0 V8  | G      |
| Walter Wolf Racing              | 20  | Jody Scheckter     | Wolf WR1        | Ford Cosworth DFV 3.0 V8  | G      |
| Team Tissot Ensign with Castrol | 22  | Clay Regazzoni     | Ensign N177     | Ford Cosworth DFV 3.0 V8  | G      |
| Ligier Gitanes                  | 26  | Jacques Laffite    | Ligier JS7      | Matra MS76 3.0 V12        | G      |
| Copersucar-Fittipaldi           | 28  | Emerson Fittipaldi | Copersucar FD04 | Ford Cosworth DFV 3.0 V8  | G      |
| Copersucar-Fittipaldi           | 29  | Ingo Hoffmann      | Copersucar FD04 | Ford Cosworth DFV 3.0 V8  | G      |

## Klassifikationen

### Startaufstellung
| Pos. | Fahrer             | Konstrukteur       | Zeit    | Ø-Geschwindigkeit | Start |
| ---- | ------------------ | ------------------ | ------- | ----------------- | ----- |
| 01   | James Hunt         | McLaren-Ford       | 1:48,68 | 197,689 km/h      | 01    |
| 02   | John Watson        | Brabham-Alfa Romeo | 1:48,96 | 197,181 km/h      | 02    |
| 03   | Patrick Depailler  | Tyrrell-Ford       | 1:49,13 | 196,873 km/h      | 03    |
| 04   | Niki Lauda         | Ferrari            | 1:49,73 | 195,797 km/h      | 04    |
| 05   | Jochen Mass        | McLaren-Ford       | 1:49,81 | 195,654 km/h      | 05    |
| 06   | Carlos Pace        | Brabham-Alfa Romeo | 1:49,97 | 195,370 km/h      | 06    |
| 07   | Carlos Reutemann   | Ferrari            | 1:50,02 | 195,281 km/h      | 07    |
| 08   | Mario Andretti     | Lotus-Ford         | 1:50,13 | 195,086 km/h      | 08    |
| 09   | Tom Pryce          | Shadow-Ford        | 1:50,65 | 194,169 km/h      | 09    |
| 10   | Gunnar Nilsson     | Lotus-Ford         | 1:50,66 | 194,151 km/h      | DNS   |
| 11   | Jody Scheckter     | Wolf-Ford          | 1:50,76 | 193,976 km/h      | 10    |
| 12   | Clay Regazzoni     | Ensign-Ford        | 1:50,97 | 193,609 km/h      | 11    |
| 13   | Vittorio Brambilla | Surtees-Ford       | 1:51,03 | 193,504 km/h      | 12    |
| 14   | Ronnie Peterson    | Tyrrell-Ford       | 1:51,34 | 192,966 km/h      | 13    |
| 15   | Jacques Laffite    | Ligier-Matra       | 1:51,52 | 192,654 km/h      | 14    |
| 16   | Emerson Fittipaldi | Copersucar-Ford    | 1:51,53 | 192,637 km/h      | 15    |
| 17   | Ian Scheckter      | March-Ford         | 1:52,40 | 191,146 km/h      | 16    |
| 18   | Hans Binder        | Surtees-Ford       | 1:53,11 | 189,946 km/h      | 17    |
| 19   | Ingo Hoffmann      | Copersucar-Ford    | 1:53,28 | 189,661 km/h      | 18    |
| 20   | Alex Ribeiro       | March-Ford         | 1:53,54 | 189,227 km/h      | 19    |
| 21   | Renzo Zorzi        | Shadow-Ford        | 1:54,19 | 188,150 km/h      | 20    |

### Rennen
| Pos. | Fahrer             | Konstrukteur       | Runden | Stopps | Zeit       | Start | Schnellste Runde |
| ---- | ------------------ | ------------------ | ------ | ------ | ---------- | ----- | ---------------- |
| 01   | Jody Scheckter     | Wolf-Ford          | 53     | 0      | 1:40:11,19 | 10    | 1:52,10          |
| 02   | Carlos Pace        | Brabham-Alfa Romeo | 53     | 0      | + 43,24    | 06    | 1:51,18          |
| 03   | Carlos Reutemann   | Ferrari            | 53     | 1      | + 46,02    | 07    | 1:51,18          |
| 04   | Emerson Fittipaldi | Copersucar-Ford    | 53     | 0      | + 55,48    | 15    | 1:53,22          |
| 05   | Mario Andretti     | Lotus-Ford         | 51     | 0      | DNF        | 08    | 1:51,49          |
| 06   | Clay Regazzoni     | Ensign-Ford        | 51     | 1      | + 2 Runden | 11    | 1:52,71          |
| 07   | Vittorio Brambilla | Surtees-Ford       | 48     | 0      | DNF        | 12    | 1:53,20          |
| –    | Ian Scheckter      | March-Ford         | 45     | 0      | DNF        | 16    | 1:54,52          |
| –    | Tom Pryce          | Shadow-Ford        | 45     | 1      | NC         | 09    | 1:51,69          |
| –    | John Watson        | Brabham-Alfa Romeo | 41     | 0      | DNF        | 02    | 1:51,57          |
| –    | Alex Ribeiro       | March-Ford         | 39     | 0      | DNF        | 19    | 1:56,29          |
| –    | Jacques Laffite    | Ligier-Matra       | 37     | 3      | NC         | 14    | 1:52,73          |
| –    | Patrick Depailler  | Tyrrell-Ford       | 32     | 0      | DNF        | 03    | 1:51,53          |
| –    | James Hunt         | McLaren-Ford       | 31     | 0      | DNF        | 01    | 1:51,06 (21.)    |
| –    | Jochen Mass        | McLaren-Ford       | 28     | 0      | DNF        | 05    | 1:51,45          |
| –    | Ronnie Peterson    | Tyrrell-Ford       | 28     | 0      | DNF        | 13    | 1:52,56          |
| –    | Ingo Hoffmann      | Copersucar-Ford    | 22     | 0      | DNF        | 18    | 1:57,27          |
| –    | Niki Lauda         | Ferrari            | 20     | 0      | DNF        | 04    | 1:52,02          |
| –    | Hans Binder        | Surtees-Ford       | 18     | 0      | DNF        | 17    | 1:55,96          |
| –    | Renzo Zorzi        | Shadow-Ford        | 2      | 0      | DNF        | 20    | 2:00,73          |

## WM-Stände nach dem Rennen
Die ersten sechs des Rennens bekamen 9, 6, 4, 3, 2 bzw. 1 Punkt(e). Es zählten nur die besten acht Ergebnisse aus den ersten neun Rennen und die besten sieben Ergebnisse aus den letzten acht Rennen. In der Konstrukteurswertung zählte nur das Ergebnis des bestplatzierten Fahrers eines Teams.

### Fahrerwertung
| Pos. | Fahrer             | Konstrukteur       | Punkte |
| ---- | ------------------ | ------------------ | ------ |
| 01   | Jody Scheckter     | Wolf-Ford          | 9      |
| 02   | Carlos Pace        | Brabham-Alfa-Romeo | 6      |
| 03   | Carlos Reutemann   | Ferrari            | 4      |
| 04   | Emerson Fittipaldi | Copersucar-Ford    | 3      |
| 05   | Mario Andretti     | Lotus-Ford         | 2      |
| 06   | Clay Regazzoni     | Ensign-Ford        | 1      |
| 07   | Vittorio Brambilla | Surtees-Ford       | 0      |
| –    | Ian Scheckter      | March-Ford         | 0      |
| –    | Tom Pryce          | Shadow-Ford        | 0      |
| –    | John Watson        | Brabham-Alfa-Romeo | 0      |

| Pos. | Fahrer            | Konstrukteur    | Punkte |
| ---- | ----------------- | --------------- | ------ |
| –    | Alex Ribeiro      | March-Ford      | 0      |
| –    | Jacques Laffite   | Ligier-Matra    | 0      |
| –    | Patrick Depailler | Tyrrell-Ford    | 0      |
| –    | James Hunt        | McLaren-Ford    | 0      |
| –    | Jochen Mass       | McLaren-Ford    | 0      |
| –    | Ronnie Peterson   | Tyrrell-Ford    | 0      |
| –    | Ingo Hoffmann     | Copersucar-Ford | 0      |
| –    | Niki Lauda        | Ferrari         | 0      |
| –    | Hans Binder       | Surtees-Ford    | 0      |
| –    | Renzo Zorzi       | Shadow-Ford     | 0      |

### Konstrukteurswertung
| Pos. | Konstrukteur       | Punkte |
| ---- | ------------------ | ------ |
| 01   | Wolf-Ford          | 9      |
| 02   | Brabham-Alfa Romeo | 6      |
| 03   | Ferrari            | 4      |
| 04   | Copersucar-Ford    | 3      |
| 05   | Lotus-Ford         | 2      |
| 06   | Ensign-Ford        | 1      |

| Pos. | Konstrukteur | Punkte |
| ---- | ------------ | ------ |
| 07   | Surtees-Ford | 0      |
| –    | March-Ford   | 0      |
| –    | Shadow-Ford  | 0      |
| –    | Ligier-Matra | 0      |
| –    | Tyrrell-Ford | 0      |
| –    | McLaren-Ford | 0      |